# Зиновьев, Георгий Вениаминович
Гео́ргий Вениами́нович Зино́вьев (род. 1 мая 1967) — российский дипломат. Чрезвычайный и полномочный посол (2024).

## Биография
Окончил Пекинский институт иностранных языков (1992), Институт стран Азии и Африки при МГУ им. М. В. Ломоносова (1993) и Дипломатическую академию МИД России (2000). Владеет китайским и английским языками. Кандидат исторических наук. На дипломатической работе с 1993 года.
В 2012—2016 годах — заместитель директора Первого департамента Азии МИД России.
В 2016—2018 годах — советник-посланник Посольства России в Китае.
В 2018—2023 годах — директор Первого департамента Азии МИД России.
С 7 декабря 2023 года — чрезвычайный и полномочный посол Российской Федерации в Республике Корея.

## Дипломатический ранг
- Чрезвычайный и полномочный посланник 2 класса (10 февраля 2016)[3].
- Чрезвычайный и полномочный посланник 1 класса (13 июня 2018)[4].
- Чрезвычайный и полномочный посол (13 июня 2024)[5].

## Награды
- Медаль ордена «За заслуги перед Отечеством» II степени (23 ноября 2020) — за большой вклад в реализацию внешнеполитического курса Российской Федерации и многолетнюю добросовестную дипломатическую службу[6].
- Благодарность президента Российской Федерации (23 мая 2002) — за большой вклад в укрепление и развитие российско-китайских международных отношений[7].
- Благодарность президента Российской Федерации (30 мая 2018) — за заслуги в подготовке и проведении Года российских средств массовой информации в Китайской Народной Республике и Года китайских средств массовой информации в Российской Федерации[8].

## Семья
Женат, имеет сына и дочь.